# Dendrobium taurinum
Dendrobium taurinum är en orkidéart som beskrevs av John Lindley. Dendrobium taurinum ingår i släktet Dendrobium, och familjen orkidéer.

## Underarter
Arten delas in i följande underarter:
- D. t. amboinense
- D. t. taurinum

## Bildgalleri

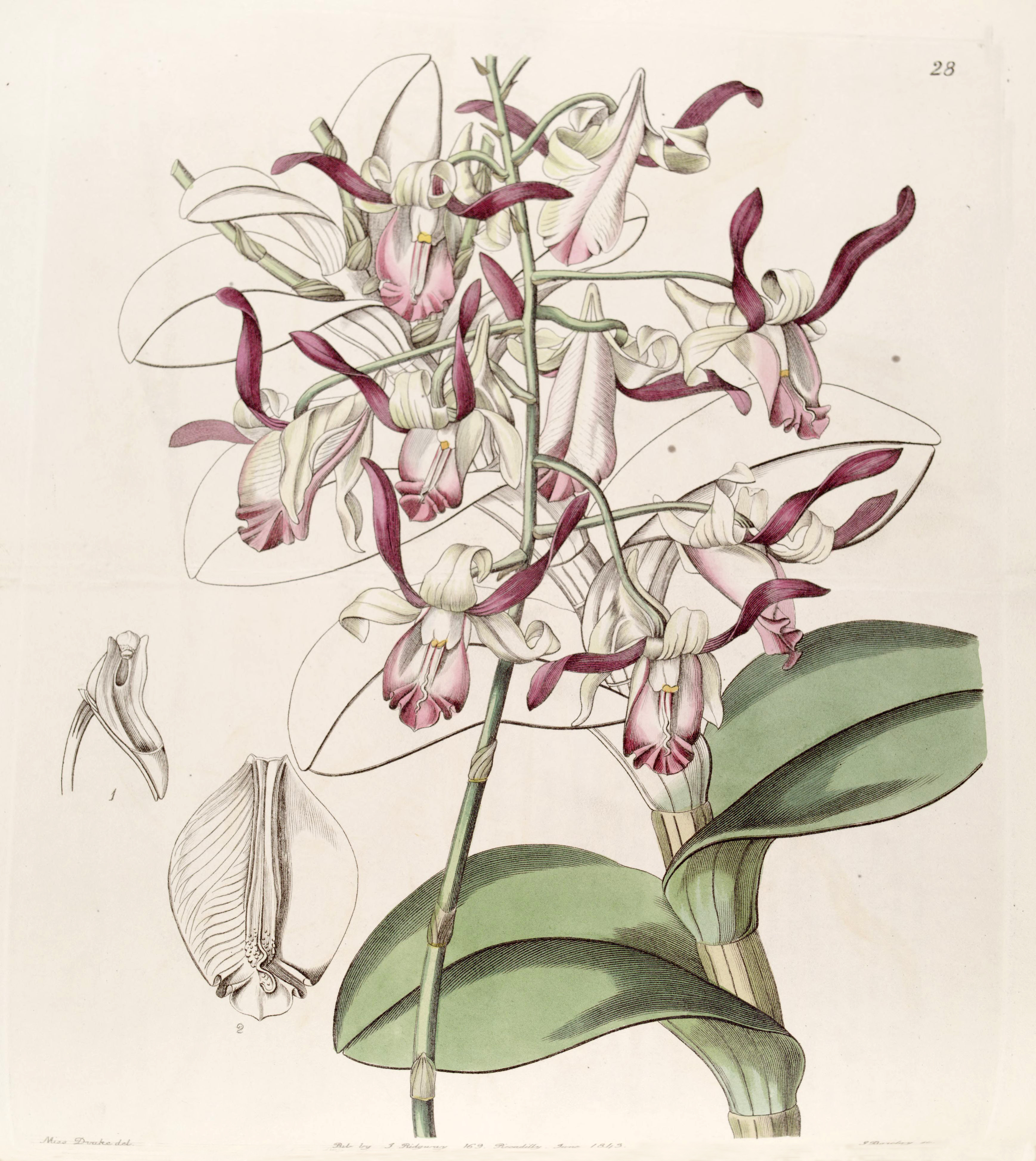
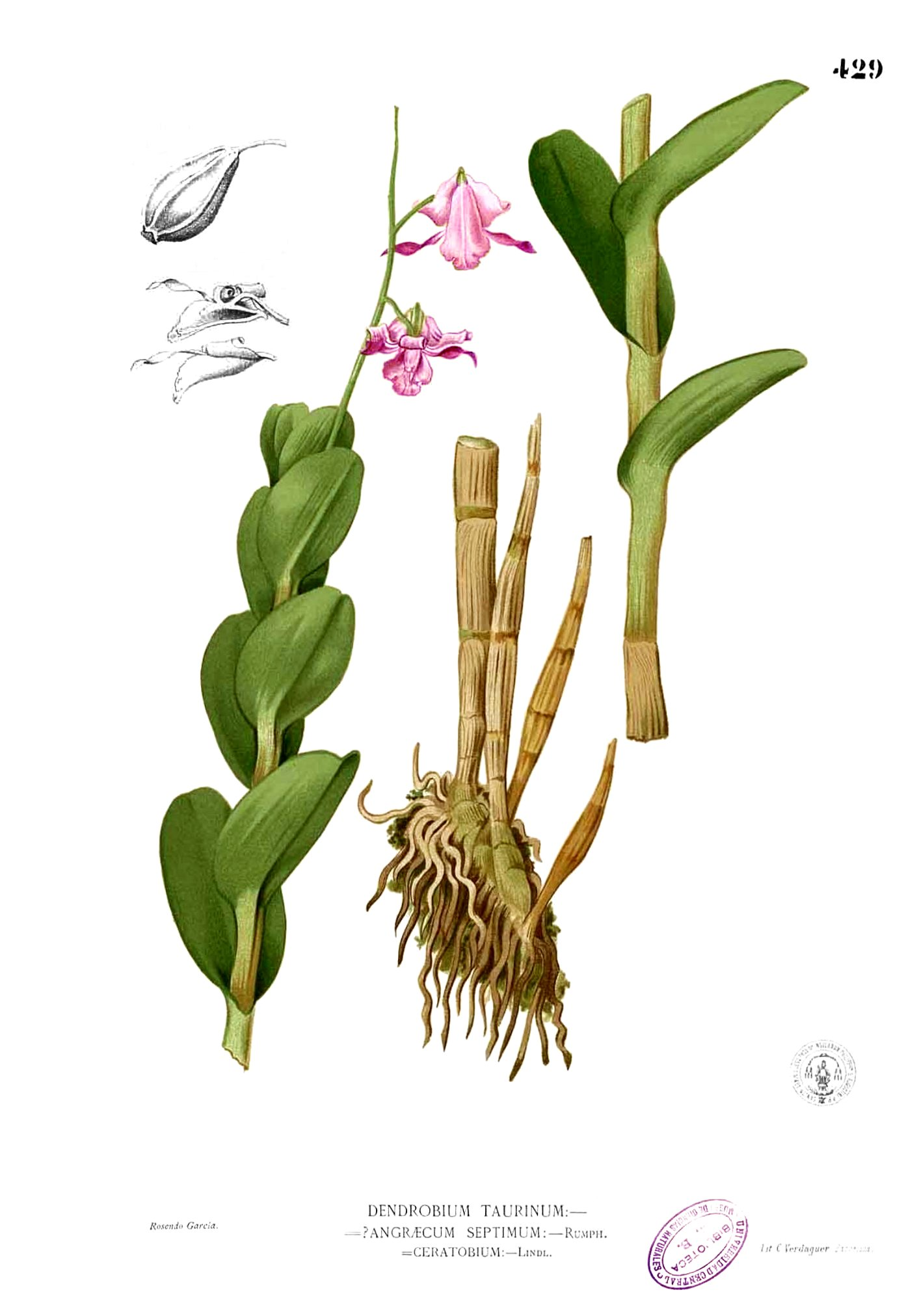
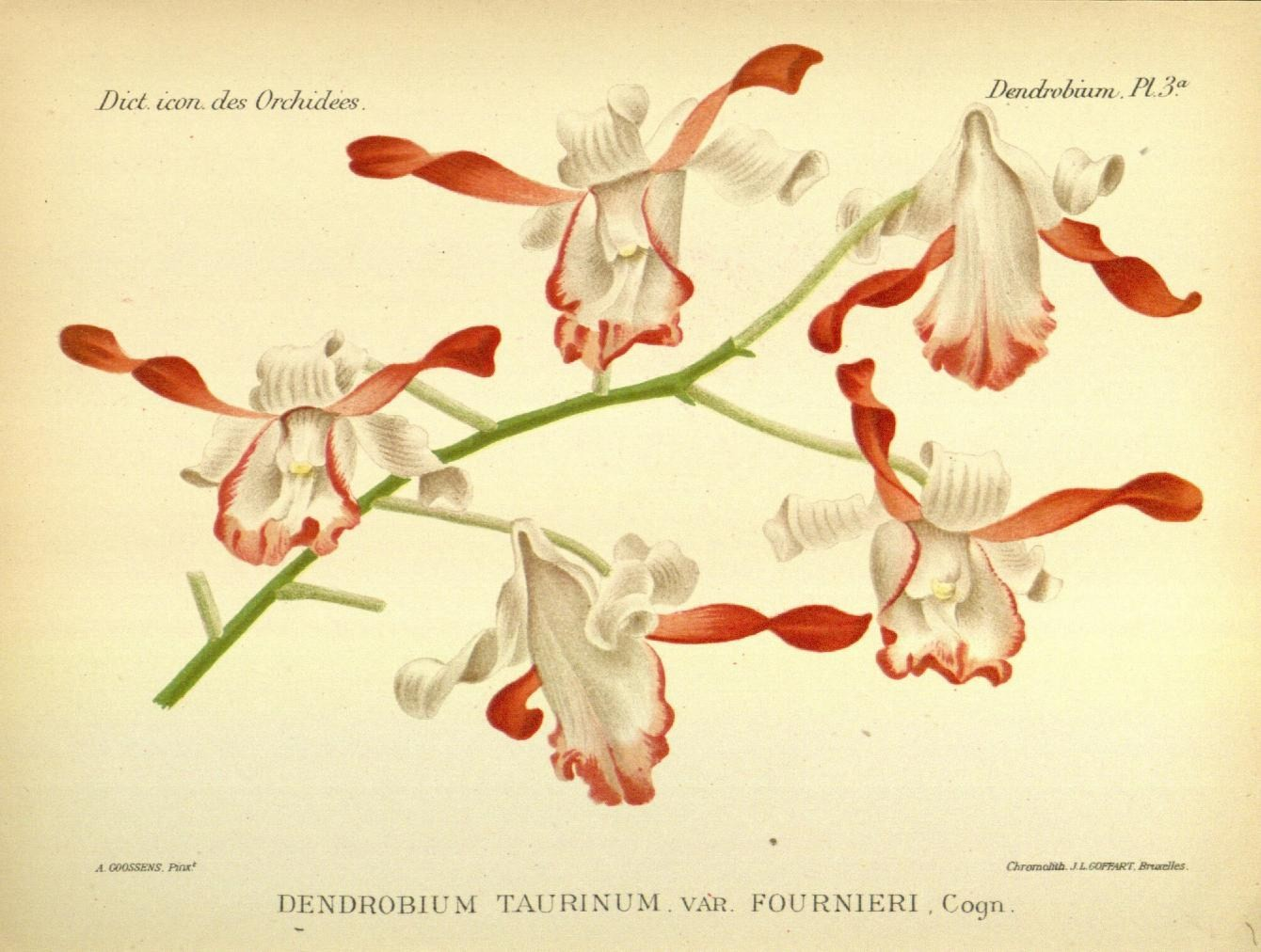